# Tux Paint
Tux Paint ist eine freie Grafiksoftware, die auf Kleinkinder abgestimmt ist. Mit Tux Paint können auf sehr einfache Weise Rastergrafiken erstellt und bearbeitet werden. Das Projekt wurde 2002 von Bill Kendrick gestartet und auch noch von ihm sowie zahlreichen Freiwilligen gewartet und verbessert. Tux Paint wird von vielen als Alternative zu Kid Pix (einer ähnlichen proprietären Lernsoftware) gesehen.

## Geschichte
Tux Paint wurde ursprünglich für die Linux-Betriebssysteme konzipiert, da es zu der Zeit auf Linux kein passendes Zeichenprogramm für Kinder gegeben hat. Es wurde in der Programmiersprache C geschrieben und nutzt diverse freie Programmbibliotheken wie beispielsweise die SDL und ist seitdem auf vielen Plattformen, darunter Microsoft Windows, macOS und BeOS, vertreten.
Ausgewählte Meilensteinveröffentlichungen:
- 2002.06.16 (16. Juni 2002) – Erstveröffentlichung (Pinsel, Stempel, Linien, Radierer) – wurde zwei Tage nach dem Projektstart veröffentlicht
- 2002.06.30 (30. Juni 2002) – Erste Magic-Werkzeuge wurden hinzugefügt (Unschärfe, Blöcke, Negativ)
- 2002.07.31 (31. Juli 2002) – Lokalisierungsunterstützung hinzugefügt
- 0.9.11 (17. Juni 2003) – Right-to-left-Unterstützung, UTF-8-Unterstützung für das Text-Werkzeug hinzugefügt
- 0.9.14 (12. Oktober 2004) – Tux Paint Config. Konfigurationswerkzeug wurde veröffentlicht plus Starter-Bilder-Unterstützung
- 0.9.16 (21. Oktober 2006) – Slideshow Feature, animierte und direktionale Pinsel wurden hinzugefügt
- 0.9.17 (1. Juli 2007) – beliebige Bildschirmgröße- und Orientierungsunterstützung, SVG- und Eingabemethoden-Unterstützung wurden hinzugefügt
- 0.9.18 (21. November 2007) – Magic-Werkzeuge wurden zu Plug-ins; Pango Textrendering wurde hinzugefügt

## Ausstattung

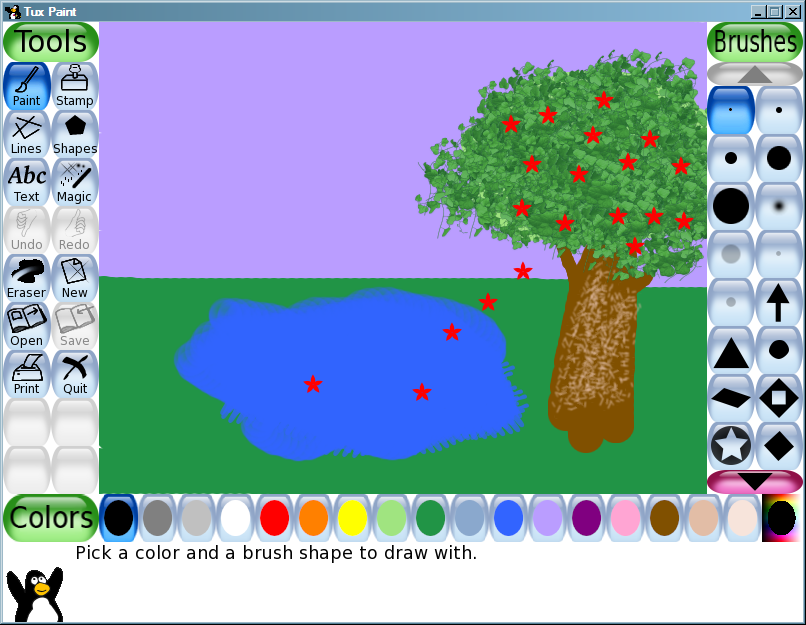
Zeichnung mit dem Tux-Paint-Malwerkzeug

Tux Paint hebt sich von typischer Bildbearbeitungssoftware (wie z. B. GIMP oder Photoshop) ab, indem es ausschließlich für Kinder ab dem dritten Lebensjahr konzipiert wurde. Die Benutzerschnittstelle wurde intuitiv konstruiert und macht sich hierfür Icons, akustisches Feedback und Texthinweise zunutze, um dem Nutzer die Funktionsweise des Programms zu erklären. Die helle und farbenfrohe Benutzeroberfläche, die Soundeffekte und das Maskottchen Tux sind dafür bestimmt Kinder für das Programm zu interessieren.
Die normale Tux-Paint-Benutzeroberfläche teilt sich in fünf Teilbereiche ein:
1. Die Werkzeugbox, die die diversen Grundwerkzeuge beinhaltet (siehe unten) und die Programmkontrolle (Rückgängig machen, Speichern, Neue Seite erstellen, Drucken;)
2. Leinwand
3. Farbpaletten
4. Selektor
5. Auskunftsbereich

Ein simples Slideshow-Feature erlaubt es, vorher gespeicherte Bilder als eine Animation oder als eine Folienpräsentation zu zeigen.

### Grundzeichenwerkzeug
Wie viele populärer Editier- und Gestaltungswerkzeuge, beinhaltet Tux Paint einen Farbpinsel, einen Radierer, Werkzeuge zum Zeichnen von Linien, polygonale Figuren und Text. Tux Paint bietet mehrfache Schichten von „Undo“ und „Redo“ um unbeabsichtigte oder ungewollte Fehler zu entfernen, während man das Bild editiert.

### Dateien und Druck
Tux Paint wurde so konzipiert, dass Nutzer nicht das darunter liegende Betriebssystem verstehen müssen oder wie man mit Dateimanagern umgehen muss. Die „Speichern“- und „Öffnen“-Befehle wurden so entwickelt, um die Software von PDAs zu imitieren wie z. B. dem Palm-Pilot-Handheld. Wenn man ein Bild in Tux Paint speichert, muss man nicht einen Dateiennamen angeben oder nach dem Platz suchen, wo man die Datei abgelegt hat. Wenn man also ein vorher gespeichertes Bild öffnen möchte, zeigt das Programm eine aus den gespeicherten Bildern erstellte Kollektion von Vorschaubildern an.
Gleichermaßen verhält es sich mit dem Ausdrucken von Bildern; auch hier handelt es sich um einen selbsterklärenden Ablauf innerhalb von Tux Paint.

### Advanced drawing tools

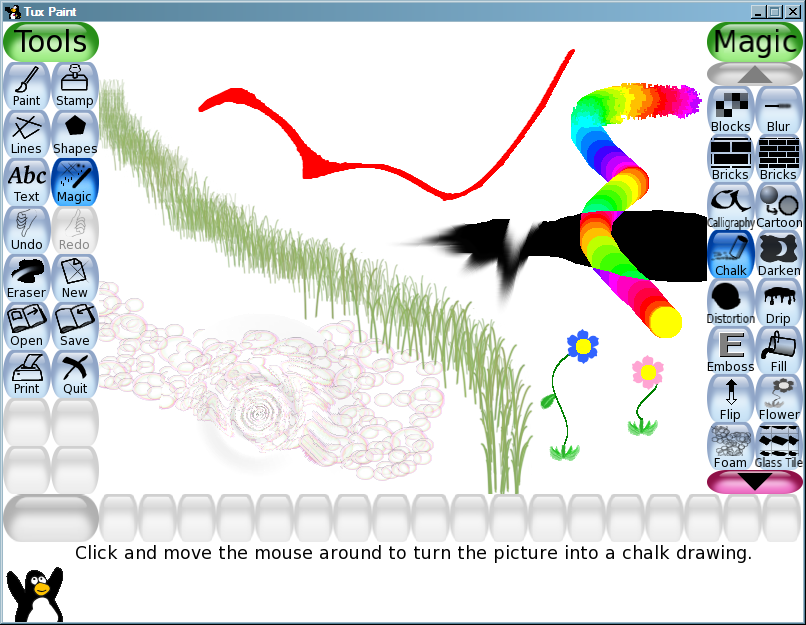
Eine Zeichnung erstellt mit einer Vielzahl der Magic-Werkzeuge

Tux Paint beinhaltet eine Vielzahl an „Filtern“ und „Spezialeffekten“ die man Zeichnungen hinzufügen kann, wie z. B. Weichzeichnen, Verblassen und das Bild so aussehen zu lassen, als wäre es mit Kreide auf eine Straße gezeichnet worden. Diese Werkzeuge sind über das „Magic-Werkzeug“ in Tux Paint verfügbar. Ab Version 0.9.18 ist das Werkzeug „Magic“ als Plug-in eingebaut. Es wird zur Laufzeit ins Programm geladen und nutzt eine C-API, die extra dafür ausgelegt wurde solche Werkzeuge zu erstellen.

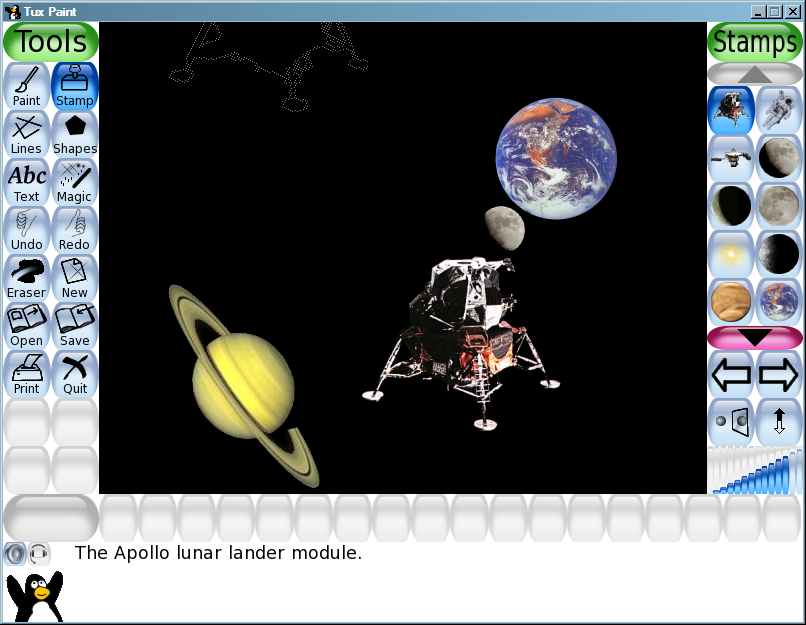
Eine Weltraumszene erstellt mit den Tux Paint Gummistempel

Eine große Kollektion von Kunstwerken und Fotografien sind ebenfalls unter einer Lizenz verfügbar, die das Verteilen erlaubt und können innerhalb der Zeichnungen platziert werden, wenn man das Gummistempelwerkzeug von Tux Paint nutzt. Stempel können entweder im Rastergrafikenformat (im PNG-Format, unterstützt die 24 bit Farbtiefe und volle Alphakanaltransparenz) oder als Vektorgrafik (im SVG-Format) auf vielen Plattformen die Tux Paint unterstützen angewendet werden. Seit Mitte 2008 bietet die Stempelkollektion über 800 verschiedene Stempel zur Verwendung an.

### Kontrolle für Eltern und Lehrkräfte

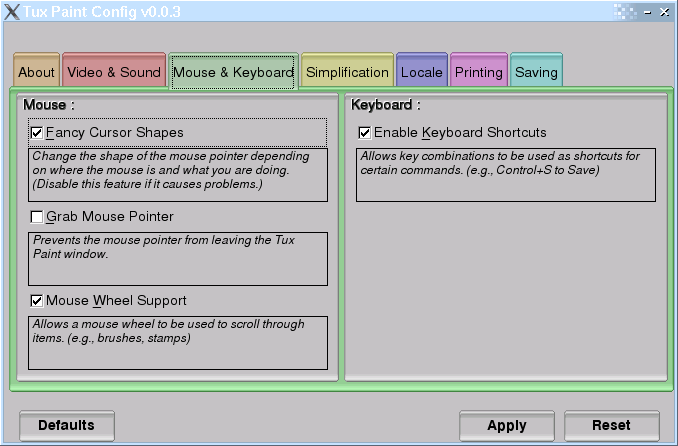
Tux Paint Config, ein grafischer Konfigurationswerkzeug für Tux Paint

Neben seinen Features hat Tux Paint auch Konfigurationsoptionen, die es Eltern und Lehrkräften erlauben, Features zu deaktivieren oder auch deren Verhalten zu verändern, um es damit besser an die Bedürfnisse der Kinder abzupassen bzw. die Software besser in Haus- oder Schulcomputerumgebungen zu integrieren. Typische Optionen wäre z. B. das Aktivieren oder Deaktivieren von Soundeffekten und den Vollbildmodus. Diese Möglichkeiten machen den Einsatz von Tux Paint auch für die Nutzung durch behinderte Kinder angemessen, z. B. wenn man nur die Nutzung von Großbuchstaben erlaubt, oder beim bewussten Ignorieren der Unterscheidung der verschiedenen Computermaustasten.

### Lokalisierung
Tux Paint wurde bereits in zahlreiche Sprachen übersetzt und unterstützt die Anzeige von Texten, die nicht lateinische Buchstabensätze nutzen, wie z. B. Japanisch, Griechisch, oder Telugu. Seit Juni 2008 werden über 80 Sprachen unterstützt. Für die korrekte Unterstützung komplexer Sprachen benötigt man aber Pango. Soundeffekte und beschreibende Geräusche können ebenfalls lokalisiert werden. Tux Paint beinhaltet eine eigene Form der Eingabemethodenunterstützung und erlaubt damit die Eingabe von nicht lateinischen Buchstaben mit dem Text-Werkzeug. Zurzeit werden dafür Japanisch (Umschrift Hiragana und die Umschrift Katakana), Koreanisch (Hangul) und das traditionelle Chinesisch unterstützt.

## Community-Projekte
Die englische Wikiversity führt ein Projekt zum Erstellen von Grafiken für Gummistempel von menschlichen Figuren, was Tux Paint in ein Szenenbuch-Programm für Kinder verwandelt.

## Verbreitung

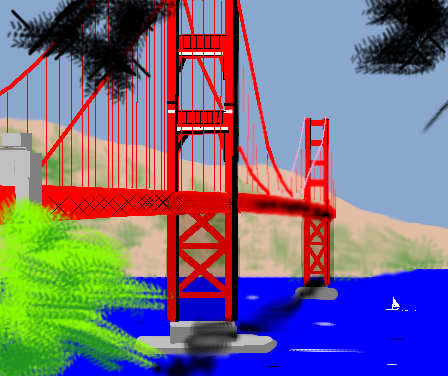
„Golden Gate Bridge“, gezeichnet mit Tux Paint

Tux Paint ist in dem Softwarepaket „as“, mit einem Asus Eee PC ausgeliefert wird, mit enthalten. Es ist auch ein Standardpaket für bildungsorientierte Linux-Distributionen wie z. B. Debian Jr. und Edubuntu (und auch auf vielen Live-CDs enthalten), es findet sich aber auch in unzähligen Linux-Distributionen als optionales Paket. Es ist in diversen Software-Kollektionen für Windows enthalten – seit es als Standalone-Applikation ausgeführt werden kann, ohne dass man ein ganzes System installieren muss. Tux Paint ist auch als „Tätigkeit“ in der freien Bildungssoftware GCompris enthalten.